# Flying Merkel

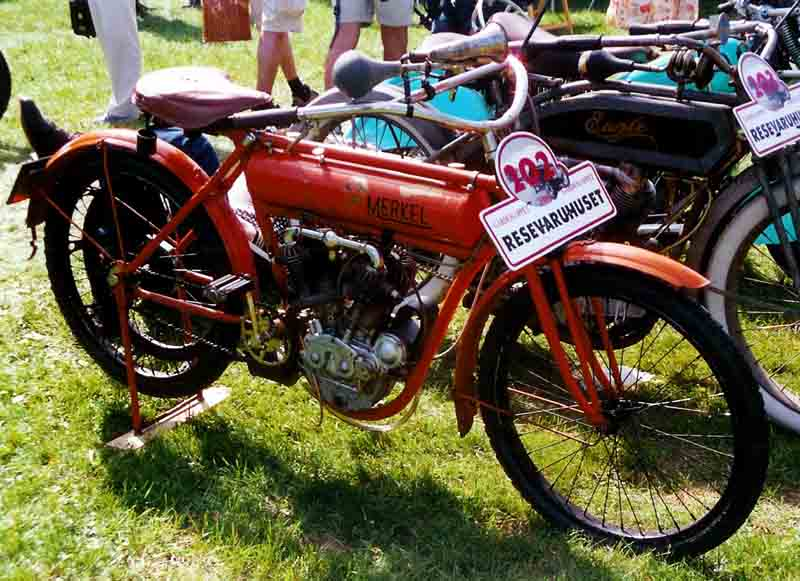
Flying Merkel, 1909

Die Flying Merkel (1911–1915) war ein Motorrad des US-amerikanischen Herstellers Merkel Motor Company in Milwaukee, später Middletown, Ohio.

## Anfänge
Der Firmengründer Joseph F. Merkel (1872–1958) konstruierte schon 1902 Einbaumotoren für Motorräder, seit 1903 stellte er eigenständig Motorräder her, mit einem 316-cm³-Einzylindermotor, der auch in der Indian der damaligen Zeit verwendet wurde. 1908 fusionierte das Unternehmen mit der Light Manufacturing and Foundry Company in Pottstown. Motorradmodelle trugen nun die Bezeichnung „Merkel-Light“ auf dem Tank. 1910 erschien von Merkel eine erste Maschine mit Zweizylinder-V-Motor. 1911 wurde das Unternehmen von der „Miami Cycle and Manufacturing Company“ von Middletown, Ohio, übernommen. Daraufhin änderte sich die Tankbeschriftung des Motorrads in „Flying Merkel“ und die Lackierung in leuchtendes Orange, später als „Merkel-Orange“ bezeichnet.

## Technik

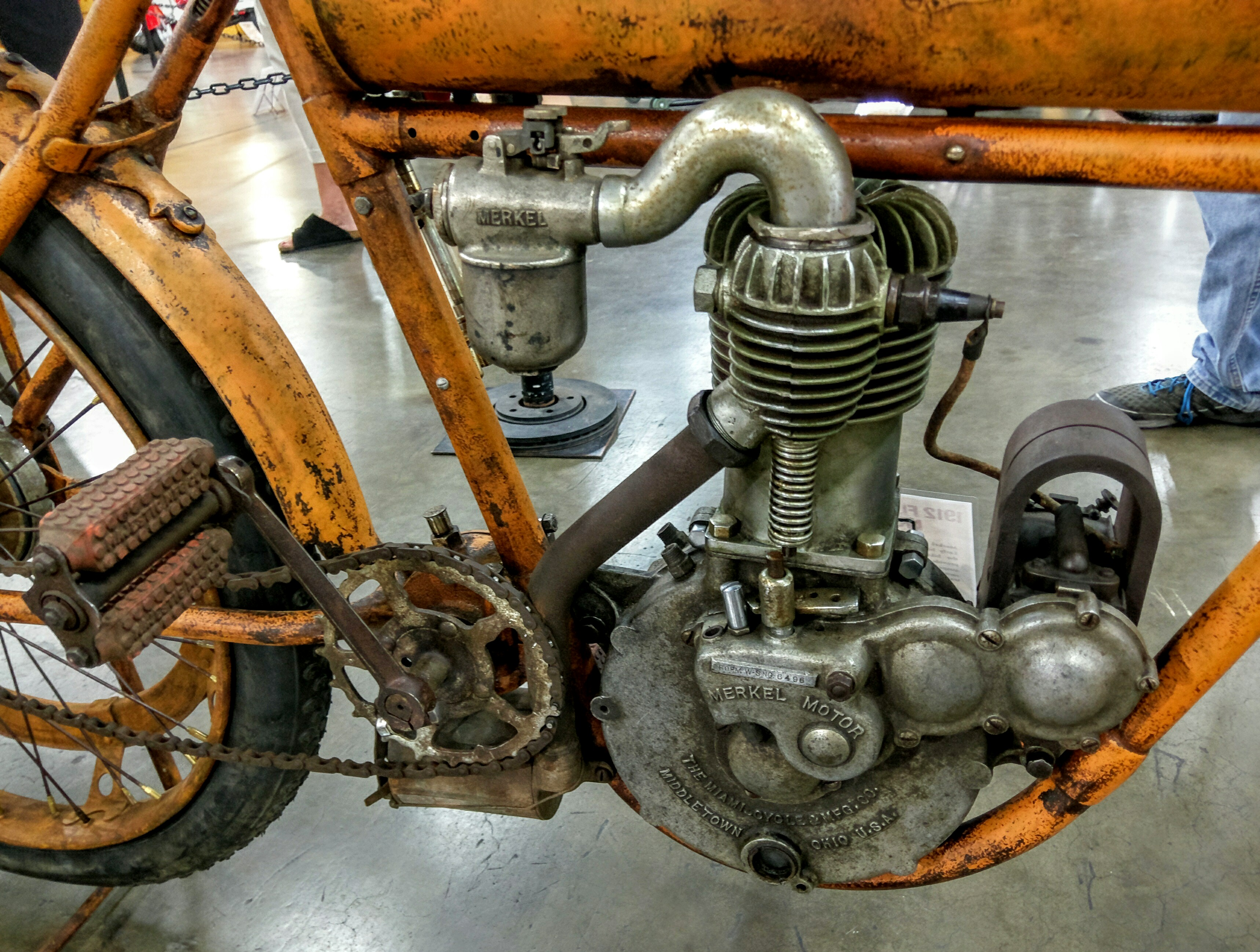
Einzylindermotor der Flying Merkel W-S

Der Zweizylinder-V-Motor der Flying Merkel hatte zunächst 884 cm³ Hubraum und leistete 6 hp (4 kW). Mit einem Zweiganggetriebe und Riemen wurde das Hinterrad angetrieben. Die Motoren von Merkel hatte eine schon für die damalige Zeit veraltete Ventilsteuerung: je Zylinder ein automatisches Einlassventil und ein gesteuertes Auslassventil. Die Motorschmierung arbeitete mit einem über den Gaszug gesteuerten automatischen Tropföler, der so später von Indian und Harley-Davidson kopiert wurde. Neuartig an der Flying Merkel war die Motorradgabel, die von Joe Merkel patentierte „Truss-Gabel“, die als ein Vorläufer der Teleskopgabel gilt. Die Flying Merkel erreichte eine Höchstgeschwindigkeit von 97 km/h. 
Eine bremsenlose Rennversion erschien mit kugelgelagertem 997-cm³-Motor, Bosch-Magnetzündung, Schebler-Vergaser und Kettenantrieb. Eine Straßenversion wurde mit Bandbremse am Hinterrad für 325 US-Dollar angeboten (entspricht 2025 ca. 9.600 Euro).
1913 wurde die Flying Merkel überarbeitet: Der Motor erhielt nun ein gesteuertes Einlassventil sowie einen Kickstarter, der über ein Pedal einen Federmechanismus betätigte. 1915 wurde die Produktion eingestellt. Die Flying Merkel erreichte mit der Form ihres Benzintanks und dem „Merkel-Orange“ zu ihrer Zeit bereits Kultstatus. Im Januar 2012 wurde bei Bonhams ein Replikat der Flying-Merkel-Rennmaschine für knapp 30.000 Euro versteigert.

## Bekannte Rennfahrer

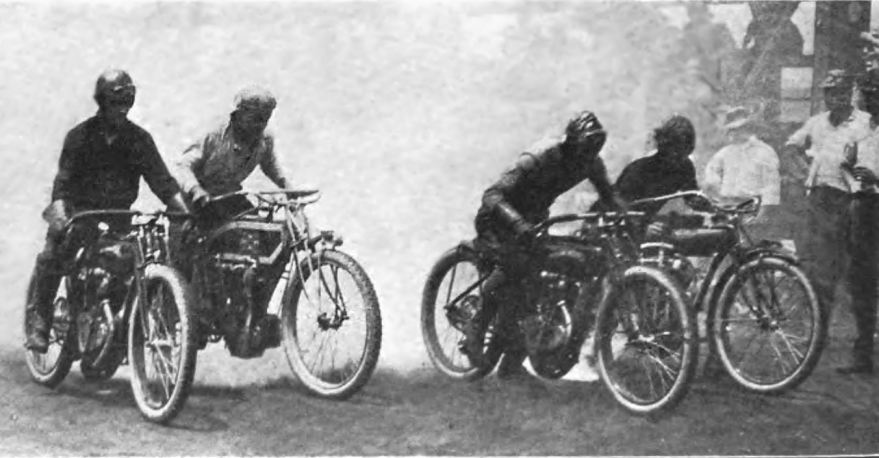
Flying Merkel Racing Team von 1913

- Cleo Pineau